# Oleg Niemczenko
Oleg Władimirowicz Niemczenko (ros. Олег Владимирович Немченко; ur. 22 listopada 1974) – rosyjski, a od 2008 roku czarnogórski zapaśnik walczący w stylu klasycznym. Ósmy na mistrzostwach świata w 1997. Brązowy medalista mistrzostw Europy w 1997. Pierwszy w Pucharze Świata w 1995 i drugi w 1996. Triumfator igrzysk Wojskowych w 1995 roku.
Wicemistrz Rosji w 1995 roku.